# Les Ours du Scorff
Les Ours du Scorff est un groupe de musique, essentiellement bretonne et à destination du jeune public.

## Présentation
Le groupe a été créé, à l'initiative du producteur de leur premier album, par les chanteurs Gilbert Bourdin et Laurent Jouin. Ce premier album fut d'abord attribué à Gigi Bourdin et la Rouchta, mais son titre Les Ours du Scorff se révéla un meilleur nom de groupe. Sorti en 1994, il est récompensé par le Grand Prix du disque de l'Académie Charles-Cros 1995. 
Chanteurs de musiques traditionnelles, ils se sont entourés d'instrumentistes reconnus de la scène bretonne : Fañch Landreau, Soïg Sibéril, Jacques Yves Réhault, etc. Leur musique mêle les traditions bretonnes, cadienne, jazz et irlandaise. Elle va également chercher des ingrédients dans les musiques de l'Est (Hongrie, Roumanie, Balkans) ou le bluegrass. Leurs textes peuvent rappeler ceux de Boby Lapointe, Pierre Perret ou de poètes comme Norge, sans trop sacrifier à la simplicité commandée par la musique « pour enfants ».
En 2013, les deux chanteurs, sous le nom des Ânes de Bretagne, ont sorti un disque pour adultes.
En 2015, après une absence de 10 ans, les Ours de Scorff publient un nouvel album: Le Chant des 2 sources. De la formation initiale ne reste que Gilbert Bourdin, auquel s'ajoute Jacky Molard, qui avait participé à tous les albums précédents en tant qu'invité, Patrick Molard, l'accordéoniste Janick Martin et la contrebassiste Hélène Labarrière. Toutefois, en 2018, c'est la formation originelle qui s'est produite au Festival interceltique de Lorient.

## Discographie
- 1994 : Les Ours du Scorff (Éditions Auvidis, coll. "Zéro de conduite")
- 1996 : La Maison des bisous (Keltia Musique)
- 1998 : Le grand Bal (Keltia Musique)
- 2000 : Le Retour d'Oné (Keltia Musique)
- 2002 : Le plus-mieux (compilation)
- 2005 : La bonne pêche (Keltia Musique)
- 2015 : Le chant des deux sources (Keltia Musique)

## Membres du groupe
- Gilbert Bourdin (†2022) : auteur, chanteur
- Laurent Jouin : auteur, chanteur
- Soïg Sibéril (†2025) : guitare, chant
- Jaques-Yves Réhault : banjo, guitare, chant
- Fañch Landreau (†2021) : violon, chant

### Membres de passage
- Michèle Buirette : accordéon, chœur
- Frédéric Lambierge : accordéon, guitare, chœurs, pouliphone
- Hélène Labarrière : contrebasse
- Jacky Molard : mandoline, violon, alto, basse, chœur
- Antonin Volson : percussions